# 湯谷石子站
湯谷石子站（日语：／ Yunotaniishiko eki */?）是位於石川縣能美郡寺井町石子（現時：能美市石子町），北陸鐵道能美線的鐵路車站（廢站）。

## 歷史
在申請進行車站建設工程時，站名當時定為「石子湯谷」，在開業3日前提出更改為「湯谷石子」。
- 1925年（大正14年）3月21日：能美電氣鐵道車站啟用[2]。
- 1926年（大正15年）10月2日（通知）：設置列車交會設備[1]。
- 1939年（昭和14年）8月1日：金澤電氣軌道收購合併能美電氣鐵道[3]。
- 1941年（昭和16年）8月1日：北陸合同電氣（現時：北陸電力）合併金澤電氣軌道。
- 1943年（昭和18年）10月13日：在轉讓業務下，成為北陸鐵道能美線車站。
- 1968年（昭和43年）9月1日 - 9月6日：取消閉塞、列車交會功能和廢除貨物側線。站內只剩下1面1線的單式月台[1]。
- 1980年（昭和55年）9月14日：能美線全線廢除，此站也被廢除[2]。

## 車站構造
在1968年前，此站設有1面2線的島式月台和貨物側線。當時此站處理的貨物包括當地特產九谷燒，也有來自附近湯谷、德山和和氣的瓦片工場的瓦片，煤炭燃料，以及來自鍋谷服部礦山的陶石。站內設有重油罐。在晩年廢除了列車交會功能（只剩下島式月台北邊的路軌）和貨物側線。只剩下1面1線的單式月台。

## 現狀
車站遺址建設了公園。園內設置了石碑。

## 相鄰車站
北陸鐵道
能美線
德久－湯谷石子－加賀佐野

## 注腳
1. 1 2 3 4 5  RM LIBRARY 230 北陸鉄道能美線（寺田裕一著　Neko出版　2018年10月1日初版）p.39 - 41
2. 1 2  今尾惠介《日本鐵道旅行地圖帳》6號 北信越（新潮社、2008年）p.28
3. ↑  7月27日 得到許可「鉄道譲渡」《官報》1939年7月31日（國立國會圖書館數碼化收藏）
4. 1 2  能美市『能美電ものがたり 運行時の各駅と現在』 （页面存档备份，存于）（日語）（PDF）

## 相關項目
- 日本鐵路車站列表 Yu